# Johnny Otis
Johnny Otis (nacido como Ioannis Alexander Veliotes) (28 de diciembre de 1921, Vallejo, California-17 de enero de 2012, Los Ángeles, California) fue un pianista, vibrafonista, percusionista, cantante, director y empresario estadounidense de blues y rhythm and blues.
Hijo de Alex J. Veliotes, dueño de una tienda de comestibles y su esposa, Irene Kiskakes, hija de inmigrantes griegos. Era asimismo, hermano mayor de Nicolás Veliotes, exembajador de EE. UU. en Jordania (1978-1981) y Egipto (1984-1986).

## Carrera musical
Después de tocar en una variedad de orquestas swing, incluyendo Lloyd Hunter's Serenaders, fundó su propia banda en 1945, obteniendo uno de los éxitos más sonados de la época de las grandes bandas, "Harlem Nocturne". Su banda incluía a Wynonie Harris y Charles Brown. En 1947, con Ali Bardu abrió el Club Barrelhouse en el distrito de Watts, en Los Ángeles, reduciendo el tamaño de su banda y contratando a los cantantes Mel Walker, Little Esther Phillips y Phillips and the Robins. Descubrió a Phillips cuando ganó uno de los concursos de Barrelhouse Club's. Con esta banda, en gira por los Estados Unidos, tuvo una larga cadena de éxitos hasta 1950.
A fines de 1940, descubrió a Big Jay McNeely, quien interpretaba su "Barrelhouse Stomp". En la década de 1950 descubrió a Etta James, para quien produjo su primer éxito, "Roll With Me, Henry". Produjo la grabación original de "Hound Dog", escrita por Jerry Leiber y Mike Stoller, en la voz de Big Mama Thornton, apareciendo en los créditos de las seis versiones de la canción.
Continuó actuando, y en abril de 1958, grabó su grabación más popular "Willie and the Hand Jive", que pasó a ser un gran éxito en el verano de 1958, alcanzando el puesto # 9 en las listas Pop EE. UU.. Su composición más famosa es "Every Beat of My Heart", grabada por The Royals en 1952, que acabó convirtiéndose en un gran éxito de Gladys Knight. En 1969 grabó un álbum con material sexualmente explícito bajo el nombre de Snatch and the Poontangs. En 1970 actuó en el legendario Monterey Jazz Festival con Little Esther Phillips y Eddie Vinson. Durante de la década de los noventa, aunque el número de actuaciones descendió notablemente, estuvo en el San Francisco Blues Festival entre 1990 y 2000.
En 1994 entra en el Rock and Roll Hall of Fame como intérprete, y no por su trabajo como compositor o productor.

### Muerte
Otis murió por causas naturales el 17 de enero de 2012 en el área de Altadena de Los Ángeles, california. Murió tres días antes que Etta James, a quien había descubierto a principios de la década de 1950. [1] Está enterrado con su esposa en el cementerio de Mountain View en Altadena, California, Estados Unidos. [44]